# The Art of Computer Programming
The Art of Computer Programming (A Arte da Programação de Computador, em tradução livre) é uma série de livros escritos por Donald E. Knuth que aborda a construção de algoritmos. Os primeiros três volumes dos sete planejados foram lançados em 1968, 1969 e 1973. O quarto volume conta com quatro fascículos já publicados.